# Palais de Laxmi Vilas
Le palais de Laxmi Vilas est une construction extravagante de l'école anglo-indienne construite par le Maharadja Sayajirao Gaekwad III (en) en 1890 dans la ville indienne de Vadodara. Son architecte fut le major Charles Mant.

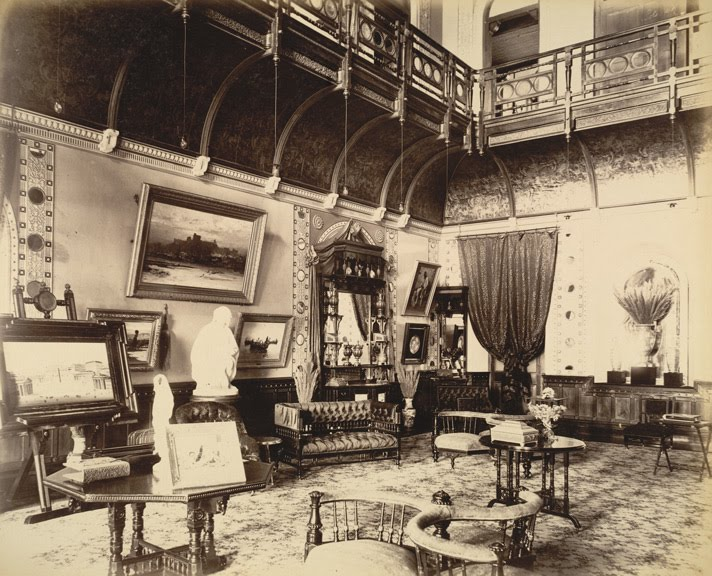
Une des salles du palais dans les années 1890.

Il est réputé avoir été le plus grand logement privé construit jusqu'à cette époque, de quatre fois la taille de palais de Buckingham. Au moment de la construction il possédait les agréments les plus modernes de l'époque comme des ascenseurs et l'intérieur rappelle un grand manoir européen. Il reste la résidence de la famille royale, qui continue à être tenue en haute estime par les résidents de Vadodara.